# Jésus Bouddha d'Occident
Jésus Bouddha d'Occident est un essai de Raphaël Liogier publié en 1999 aux Calmann-Lévy. 

## Présentation
Cet ouvrage aborde la thèse de l'influence orientale sur l'Évangile selon Thomas comme Émile Gillabert dans Paroles de Jésus et pensée orientale,  (Métanoia, Montelimar, 1974), et Marcus Borg (en)  Jesus and Buddha: The Parallel Sayings (Berkeley, CA: Ulysses Press, 1997). 
Raphaël Liogier remarque que le Lalatavistara, « l'un des plus anciens textes du canon bouddhiste du Grand Véhicule, comporte d'étranges similitudes avec la version arménienne de l'apocryphe chrétien de l'Histoire de l'enfance de Jésus. »
Selon la thèse de Liogier, Jésus a «  hérité de la sagesse du Bouddha, son prédécesseur asiatique ». Il est reconnu par les rois mages pour être un avatar d’Amitabha, le Bouddha de l’occident, qui répandra la parole du Bouddha Gautama. Cependant, ce message trop proche de l’original, sera camouflé par l’église de Rome caractérisée par d’austères prêtres au discours dogmatique sur le péché. Pour Liogier, le christianisme est un bouddhisme gréco-juif, fondement de la  modernité politique et sociale. Le christianisme redécouvre ainsi de nos jours le bouddhisme, antagonistes apparents, dans une société découragée.
Selon Liogier, la similitude des messages de Jésus et de Bouddha n'est pas survenue par hasard. Le bouddhisme, apparu 500 ans avant le christianisme, aurait diffusé de l'Inde à la Méditerranée, s'imprégnant de la culture grecque apporté en Inde par Alexandre le Grand.

## Accueil critique
Cette thèse d'une influence déterminante du bouddhisme mahayaniste sur le ministère de Jésus et la naissance du christianisme au Moyen-Orient, faisant littéralement du christianisme un bouddhisme gréco-juif, a été qualifiée de fantaisiste et sans fondements par Philippe Cornu. Pour l'historien des religions et indianiste Guillaume Ducoeur, « la méthodologie utilisée par R. Lioger demeure loin des exigences scientifiques et universitaires. » Selon lui, « les affirmations prônées dans cet ouvrage ne reposent sur aucune donnée tangible. »
Philippe Cornu qui avait d’abord critiqué ce qu’il voyait comme une tentative d’établir une influence directe du bouddhisme sur le christianisme, a par la suite reconnu l’intérêt des travaux généraux de Raphaël Liogier sur l’occidentalisation du bouddhisme.